# Qwerty (chanson)
Pour les articles homonymes, voir QWERTY (homonymie).
Qwerty est une chanson de Linkin Park, son nom faisant référence aux claviers anglais QWERTY. Cette chanson est apparue dans l'album Linkin Park Underground V6.0. Elle existe sous deux versions, la version live enregistrée à la tournée Summer Sonic pour le Linkin Park Underground (Fan-Club officiel de Linkin Park) et la version enregistrée au Studio également dans l'album.